# 春日造

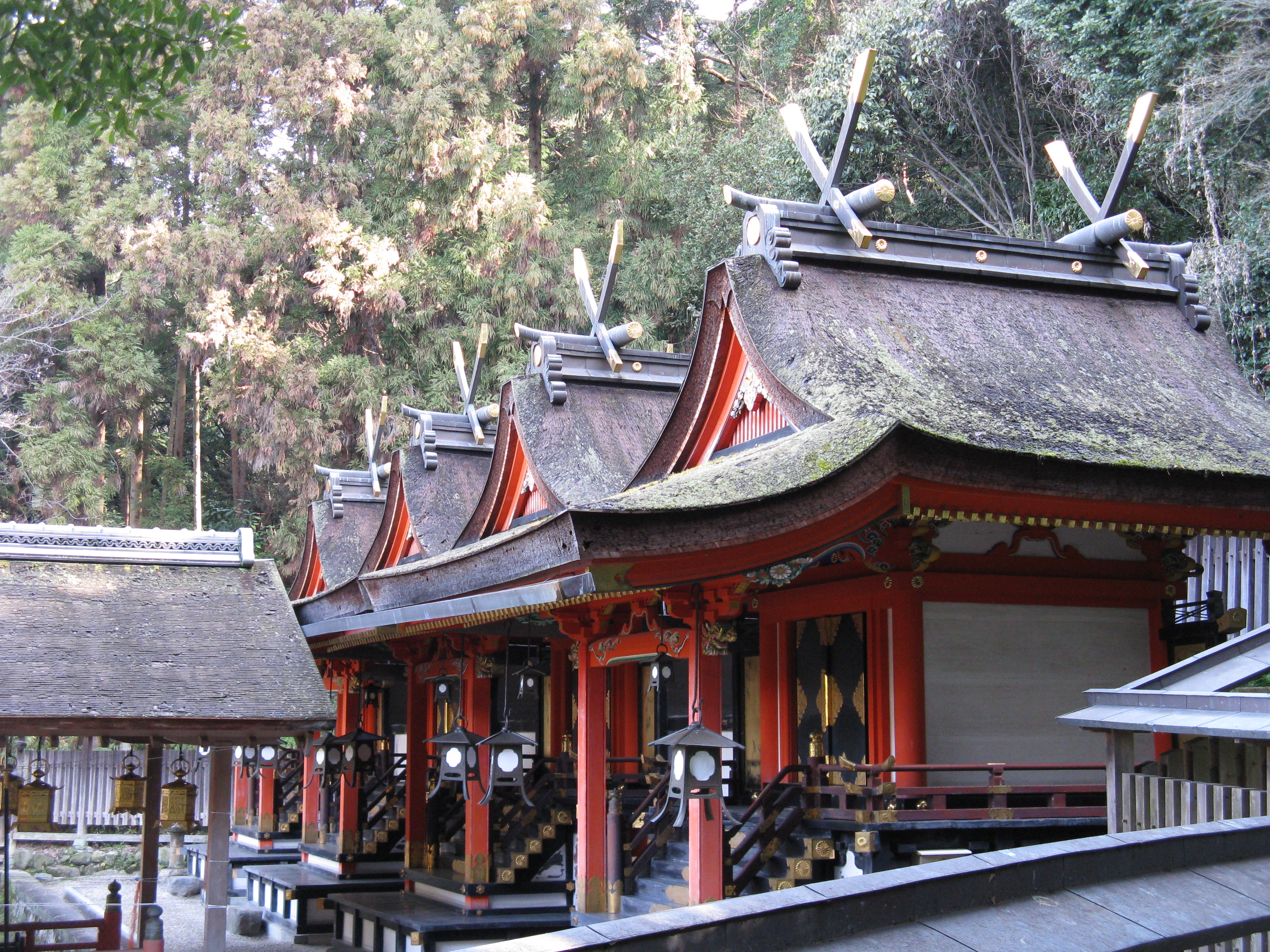
春日造、左が正面（向拝）
枚岡神社（大阪府東大阪市）

春日造（かすがづくり）は、日本の神社建築様式の1つである。

## 概要
春日大社に代表される春日造は、出雲大社に代表される大社造と同様に、切妻造・妻入であるが、屋根が曲線を描いて反り、正面に片流れの庇（向拝）を付したもの。庇と大屋根は一体となっている。屋根の反り、彩色など、寺院建築の影響を受けている。

## 形式
春日造の形式は、切妻造・妻入であり、屋根には大社造同様の優美な曲線をもつ。

### 屋根
屋根葺材は茅葺（かやぶき）、杮葺、檜皮葺、銅板葺きなど。
切妻造の破風（三角形の面）を正面に向け、破風の内側は懸魚などで装飾される。屋根上には千木・鰹木が付けられている。
手前に伸びる向拝の勾配はきつくなく、優美な曲線を描く。

### 柱
身舎（もや）柱は円柱、向拝柱は角柱とする。身舎正面の柱間が1間（柱が2本）のものを一間社春日造、3間（柱が4本）のものを三間社春日造という。

### 壁
正面中央の1か所に観音開きの扉による開口部が設け、その他は板壁とするのが普通である。
周囲に縁を、左右後方に脇障子を設けることが多い。

### 床
大社造と同様に、通風性を重視した床が高い構造。

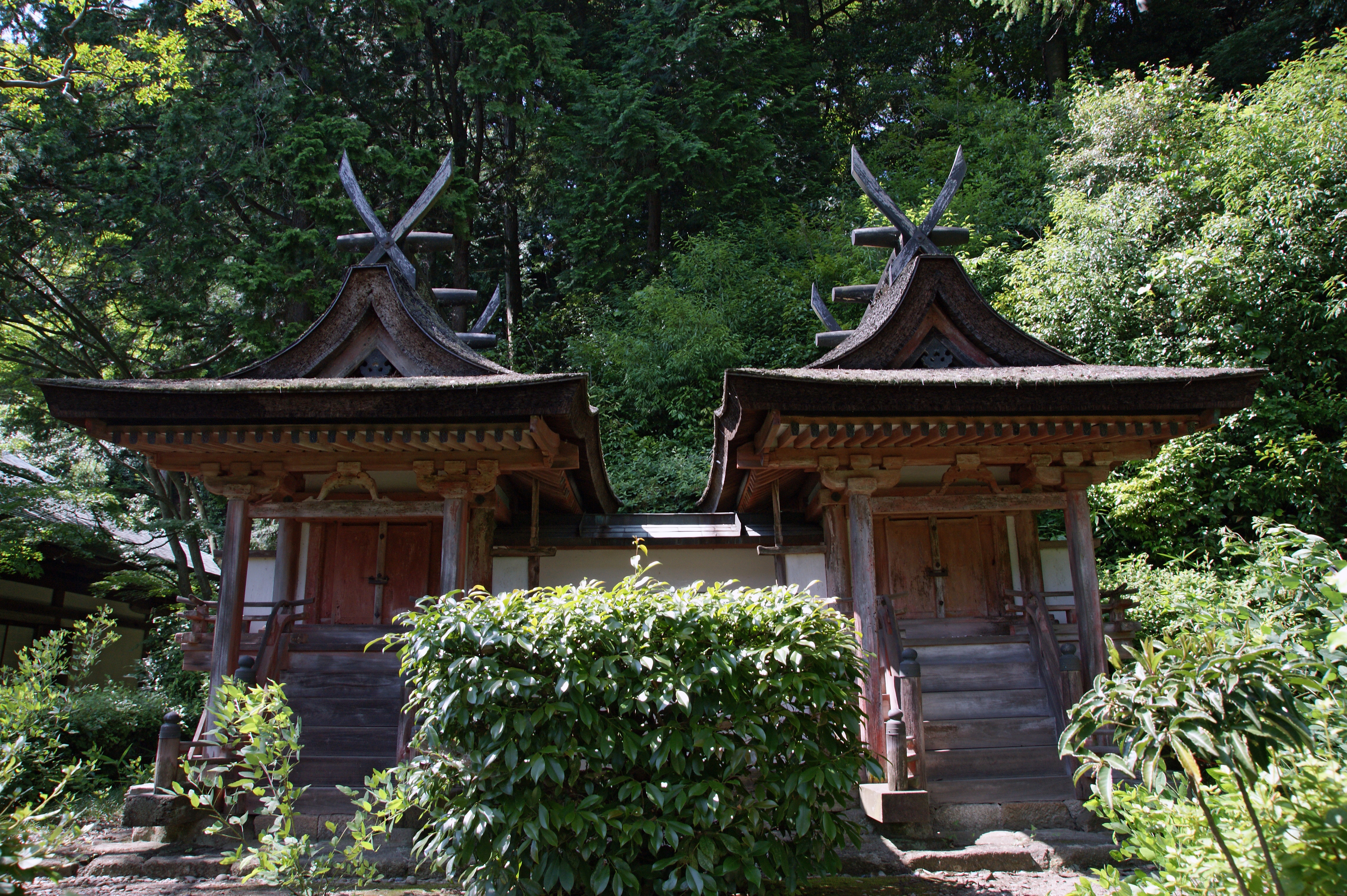
奈良・円成寺白山堂・春日堂（国宝）
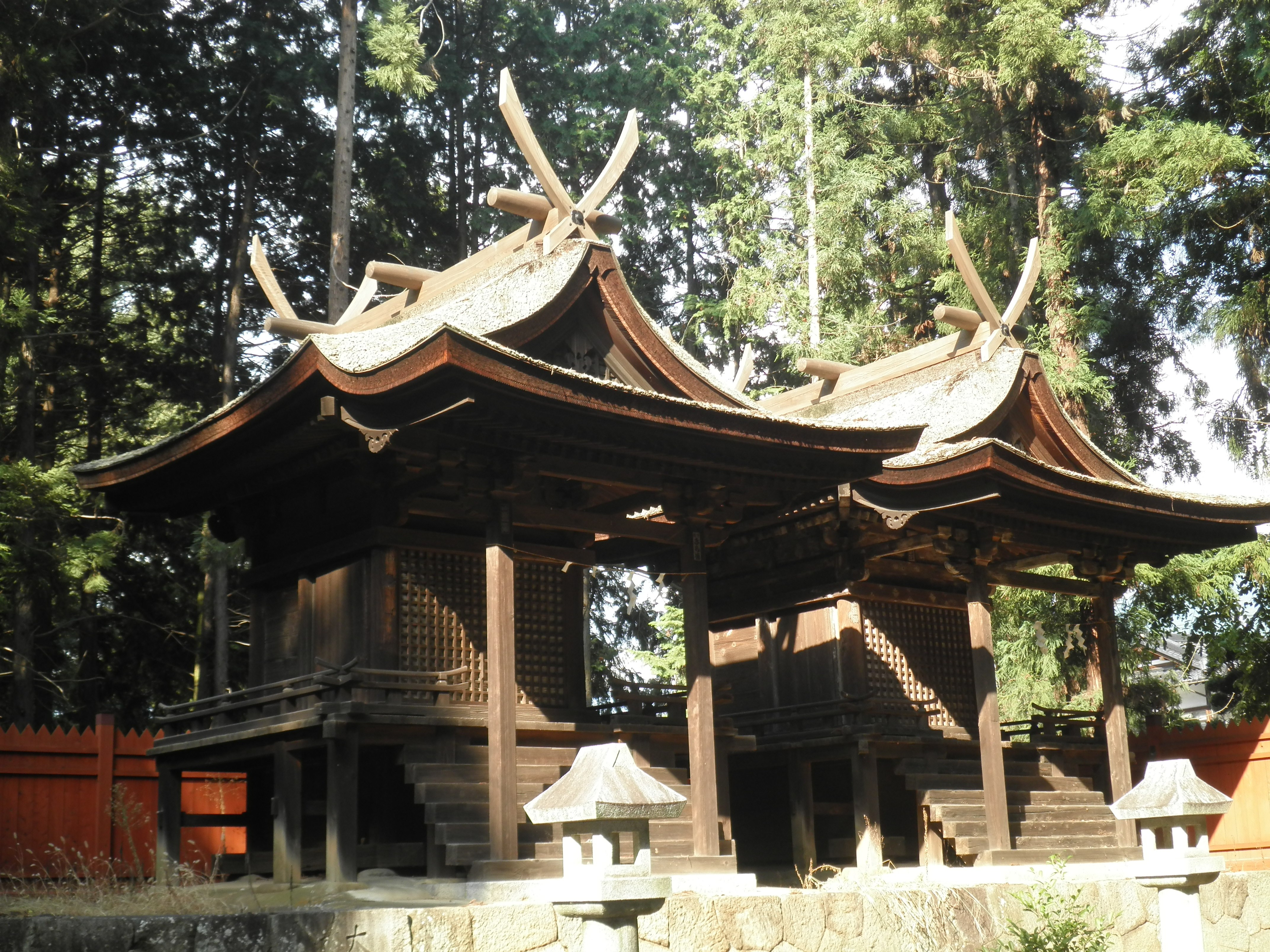
山梨・熊野神社 (甲州市) （国重文）
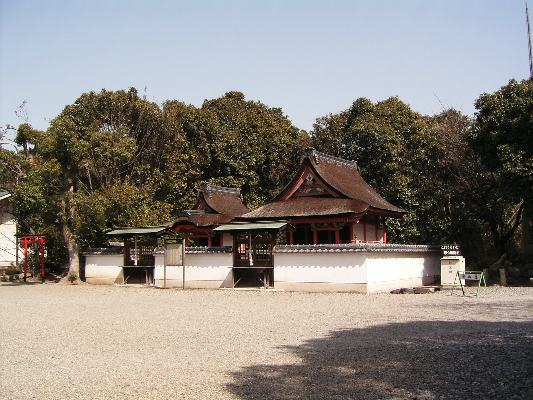
三間社春日造 大阪府・聖神社末社（重文）